# رادوفليجيتسا
رادوفليجيتسا (بالإنجليزية: Radovljica)‏ هي منطقة سكنية تقع في Upper Carniola في سلوفينيا. يقدر عدد سكانها بـ 5,922 نسمة ومساحتها 4.9 كم2 وترتفع عن سطح البحر 491.2 متر.

## المدن التوأمة
مدينة سوندريو هي مدينة توأمة لـرادوفليجيتسا.